# 沼津市議会
沼津市議会（ぬまづしぎかい）は、静岡県沼津市に設置されている地方議会である。

## 概要

### 任期
4年

### 定数
28人

### 所在地
静岡県沼津市御幸町16-1
沼津市役所本庁舎3階

### 委員会
- 議会運営委員会

#### 常任委員会
- 総務委員会
- 文教産業委員会
- 民生病院委員会
- 建設水道委員会
- 一般会計予算決算委員会
- 特別会計企業会計予算決算委員会

#### 特別委員会
- 沼津駅鉄道高架とまちづくり特別委員会

##### かつてあった特別委員会
- 議会活性化等特別委員会

### 定例会
- 年4回実施[2]
  - 2月
  - 6月
  - 9月
  - 11月

## 会派
| 会派名               | 議員数 | 所属党派                 | 議員名（◎は代表者）                                               | 女性議員数 | 女性議員の比率(%) |
| -------------------- | ------ | ------------------------ | ----------------------------------------------------------------- | ---------- | ----------------- |
| 志政会               | 7      | 無所属                   | ◎浅原和美 井原三千雄 小澤隆 加藤明子 佐野博一 髙橋達也 渡邉博夫   | 1          | 14.28             |
| 沼津志帥会           | 7      | 自由民主党5 無所属2      | ◎植松恭一 浅田美重子 大川敬太郎 久保田吉光 堤飛鳥 尾藤正弘 村木豊 | 1          | 14.28             |
| 市民クラブ           | 5      | 無所属                   | ◎梶泰久 大草満 佐藤健一郎 深田昇 渡部一二実                       | 0          | 0                 |
| 公明党               | 3      | 公明党                   | ◎長田吉信 片岡章一 小泉宣子                                       | 1          | 33.33             |
| 日本共産党沼津市議団 | 2      | 日本共産党               | ◎川口慶 髙橋秀子                                                  | 1          | 50                |
| 未来の風             | 2      | 緑の党グリーンズジャパン | ◎江本浩二 山下富美子                                              | 1          | 50                |
| 無所属               | 2      | 立憲民主党               | 平野謙                                                            | 0          | 0                 |
| 無所属               | 2      | 無所属                   | 大場豪文                                                          | 0          | 0                 |
| 計                   | 28     |                          |                                                                   | 5          | 17.85             |

## 議員報酬等
| 役職   | 議員報酬        | 政務活動費 |
| ------ | --------------- | ---------- |
| 議長   | 月額 60万0000円 | 月額 4万円 |
| 副議長 | 月額 53万7000円 | 月額 4万円 |
| 議員   | 月額 49万3000円 | 月額 4万円 |

- 別途、年2回期末手当あり
- 政務活動費の残金は市に返還する義務がある
- 議員年金は2011年（平成23年）6月1日で廃止されている

## 定数の推移
「沼津市議会議員定数条例」によって定数が決められている。
- 1987年（昭和62年）4月26日選挙 - 40人→36人
- 2003年（平成15年）4月27日選挙 - 36人→34人
- 2005年（平成17年）5月15日編入増員選挙 - 34人→35人
- 2007年（平成19年）4月22日選挙 - 35人→34人
- 2011年（平成23年）4月24日選挙 - 34人→28人

## 議会出身者
- 佐藤虎次郎（衆議院議員・11代目清水市長）
- 森田豊寿（衆議院議員・参議院議員）
- 山崎釼二（衆議院議員）
- 和田伝太郎（初代沼津市長）
- 森田泰次郎（3・6代目沼津市長）
- 名取栄一（7代目沼津市長）
- 勝亦千城（10代目沼津市長）
- 頼重秀一（24代目沼津市長・現職）